# Àrea 4 de Brodmann
L'àrea 4 de Brodmann fa referència a l'escorça motriu primària del cervell humà. Es troba a la part posterior del lòbul frontal, concretament és part del gir precentral. Els seus límits són: el solc precentral per la part anterior, la fissura interhemisfèrica per dalt, el solc central o de Rolando per posterior, i la fissura de Silvio inferiorment.
Aquesta zona de l'escorça, com ja van mostrar Penfield i altres, té el patró d'un homuncle. Això vol dir que les cames i el tronc estan representats per sobre i medialment a la fissura interhemisfèrica, els braços i les mans es troben al mig de l'àrea, i la cara a la part inferior de la zona. Com que l'àrea 4 de Brodmann es troba en la mateixa localització general que l'escorça motora primària, aquest homuncle rep el nom d'homuncle motor (de Penfield).
El terme 'àrea 4 de Brodmann' fa referència a una porció citoarquitectònicament definida del lòbul frontal d'un cercopitec. Es localitza bàsicament al gir precentral. Brodmann va observar que era topogràficament i citoarquitectònicament homòloga a l'àrea humana gigantopiramidal 4, així com que ocupa una major fracció del lòbul frontal en el mico que en l'ésser humà.